# Ninia hudsoni
Ninia hudsoni là một loài rắn trong họ Rắn nước. Loài này được Parker mô tả khoa học đầu tiên năm 1940.